# Indalecio Prieto
 (décembre 2022).
Si vous disposez d'ouvrages ou d'articles de référence ou si vous connaissez des sites web de qualité traitant du thème abordé ici, merci de compléter l'article en donnant les références utiles à sa vérifiabilité et en les liant à la section « Notes et références ».
Pour les articles homonymes, voir Prieto.
Indalecio Prieto (Indalecio Prieto Tuero, né le 30 avril 1883 à Oviedo, mort le 11 février 1962 à Mexico) est un homme politique espagnol, ministre durant la seconde république et la guerre civile, chef du Parti socialiste (PSOE) de 1937 à 1962. 

## Biographie
Son père meurt alors qu'il a six ans. Élevé dans une extrême pauvreté, il vend, encore enfant, des journaux dans les rues pour subvenir aux besoins de sa famille. 

### Parti socialiste
En 1899, âgé de 16 ans, il adhère au Parti socialiste ouvrier espagnol (PSOE) ; quatre ans plus tard, il participe à la fondation de la Ligue des jeunesses socialistes.
Journaliste, Prieto est, en 1911, le premier socialiste élu dans un conseil provincial. 
Durant la Première Guerre mondiale, il devient le chef du PSOE au Pays basque et, en 1917, participe aux grèves insurrectionnelles revendiquant la fin de la monarchie, la constitution d'un gouvernement républicain provisoire, des élections et la lutte contre l'inflation. 
Lorsque la répression s'abat sur les grévistes dont certains comme Francisco Largo Caballero sont condamnés à la prison à vie, Prieto a juste le temps de s'enfuir en France. 
Il ne revient qu'en 1918 et est élu aux Cortes.

### Dictature de Primo de Rivera

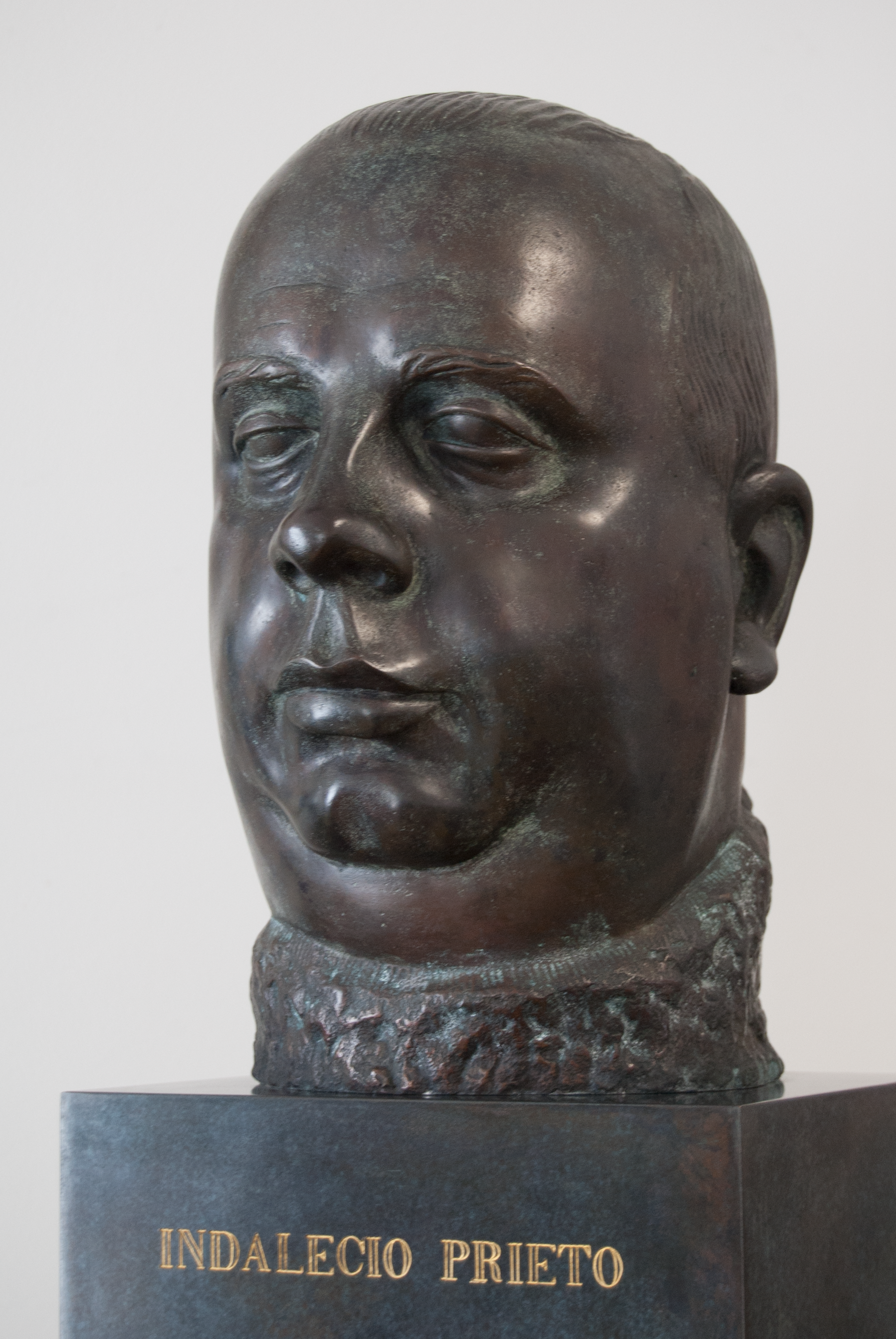
Indalecio Prieto (Juan Cristóbal, 1926).

Après le coup d'État de Miguel Primo de Rivera en septembre 1923, la constitution est suspendue, la loi martiale et la censure établies. 
Si certains membres du PSOE comme Francisco Largo Caballero proposent de collaborer avec le nouveau régime, ce n'est pas le cas de Prieto qui constitue une opposition d'extrême gauche contre le régime dictatorial. 
Quand Largo Caballero rejoint le Conseil d'État de Primo de Rivera et accepte que l'Union générale des travailleurs (Union General de Trabajadores, UGT) devienne le syndicat officiel aux dépens de la CNT (Confederacíon Nacional del Trabajo, Confédération nationale des travailleurs), anarchiste,  Prieto prend son ancien camarade à partie avec une certaine violence verbale, le gratifiant de termes peu élogieux (il le traite de fou et d'imbécile). Largo Caballero n'est pas en reste, niant les convictions socialistes de Prieto.
En août 1930, Prieto est au cœur de l'Accord de Saint-Sébastien qui aboutit à la constitution d'une coalition républicaine. Il se réconcilie alors avec Francisco Largo Caballero, qui lui apporte son soutien.

### Seconde République
Après le départ en exil d'Alphonse XIII en avril 1931, Prieto devient ministre des Finances dans le gouvernement républicain dirigé par Niceto Alcala Zamora. Il doit faire face immédiatement à une crise financière, les grandes fortunes d'Espagne plaçant leurs capitaux en lieu sûr, c'est-à-dire à l'étranger. 
En décembre 1931, Manuel Azaña succède à  Niceto Alcalá Zamora comme chef du gouvernement ; Prieto est nommé ministre des Travaux publics. À ce poste, il relance les grands travaux, notamment les projets de barrages hydro-électriques initiés à l'époque de Primo de Rivera. 
En 1933, le gouvernement est attaqué sur sa gauche, accusé de n'être pas assez radical. La révolte anarcho-syndicaliste de Casas Viejas en janvier est matée dans le sang par la Garde civile (14 prisonniers exécutés). Le gouvernement est alors désavoué par sa propre majorité aux Cortes.  
En septembre 1933, le gouvernement de Manuel Azaña chute du fait du départ du gouvernement de Prieto et des membres du Parti socialiste. 
En octobre 1933, la coalition républicaine est dissoute. 
En novembre 1933, les élections donnent une large victoire aux conservateurs catholiques de la CEDA. Mais, sous la pression des socialistes et des menaces insurrectionnelles des syndicats anarchistes, José María Gil-Robles, chef de la CEDA, est empêché par le président de la République de former un nouveau gouvernement. C'est le radical Alejandro Lerroux qui est appelé à former un gouvernement centriste avec une participation minoritaire de la CEDA.

### Front populaire
En janvier 1936, Prieto et Azaña établissent une nouvelle coalition de gauche en vue des élections législatives du 16 février 1936. Ce Front populaire espagnol, regroupant PSOE, communistes et républicains de gauche, remporte de peu les élections (34,3 % des suffrages) devant la coalition de droite emmené par la CEDA (33,2 % des voix). Néanmoins, en nombre de sièges aux Cortes, c'est un raz-de-marée en faveur de la gauche (263 sièges sur un total de 473). 
Au programme du Front populaire figurent notamment la restauration de l'autonomie de la Catalogne, l'amnistie des prisonniers politiques et une grande réforme agraire. 
Le nouveau premier ministre est alors Santiago Casares Quiroga.

### Guerre civile
Le 13 juillet, des membres de la Garde d'assaut et des militants des jeunesses socialistes se présentent en pleine nuit à la résidence du député José Calvo Sotelo et l’emmènent dans une fourgonnette de police. Calvo Sotelo avait, le 16 juin 1936, prononcé aux Cortes républicaines un célèbre discours dans lequel il réclamait la fin des attentats anti-cléricaux, des incendies volontaires d'églises catholiques et des désordres fomentés par des miliciens communistes. Il est alors publiquement menacé par « la Pasionaria », la députée communiste Dolores Ibárruri, qui lui lance : « Cet homme a parlé pour la dernière fois ». Le 13 juillet 1936, Luis Cuenca (policier et garde du corps d'Indalecio Prieto, alors chef du Parti socialiste PSOE) assassine José Calvo Sotelo. Le corps de ce dernier est abandonné dans un cimetière.
Après le début de la guerre civile espagnole le 18 juillet 1936, alors que le gouvernement est confié à José Giral, Prieto appelle à la nomination de Francisco Largo Caballero au poste de Premier ministre, ce qui se réalise le 4 septembre. 
De septembre 1936 à mai 1937, Prieto est ministre de l'Air et de la Marine dans le gouvernement de Largo Caballero, qui inclut des communistes (dès le départ) et des anarchistes (à partir de novembre). 
De mai 1937 à mars 1938, il est ministre de la Défense nationale dans le premier gouvernement de Juan Negrín, dont les anarchistes ne font plus partie. Ce gouvernement, formé après les événements de Barcelone, indique un renforcement de l'influence du Parti communiste dans l'Espagne républicaine.
Quoique chef du Parti socialiste, Prieto est exclu du gouvernement en avril 1938 après une campagne des communistes qui le considèrent maintenant comme un adversaire.

### Exil
En mars 1939, au moment de la défaite des armées républicaines, Prieto quitte l'Espagne pour le Mexique, où il dirige le PSOE en exil jusqu'à sa mort d'une crise cardiaque le 11 février 1962.